# Кондратьев, Михаил Николаевич
Михаи́л Никола́евич Кондра́тьев (1879, Ростов-на-Дону — 1943, Ташкент) — русский архитектор, автор ряда жилых зданий в Петербурге, Ростове-на-Дону, Таганроге. Один из мастеров русского модерна и конструктивизма. Потомственный дворянин.

## Биография
Родился в 1879 году в Ростове-на-Дону в семье действительного статского советника Николая Кондратьева. Кондратьевы жили в центре Ростова, в районе нынешнего Университетского переулка и Пушкинской улицы. Здесь же Михаил ходил в гимназию, и имея тройку по Закону Божию был единственным отличником по черчению. В ростовском Петровском реальном училище Михаил Кондратьев учился в одном классе с Петром Врангелем.
Получил образование в Институте гражданских инженеров императора Николая I.
После окончания института, в ещё столичном Петербурге, Михаил Кондратьев реализовал проекты семи зданий, два из которых ныне уже снесены. Первым успехом молодого архитектора был доходный дом И.И. Дернова (1903—1905), так называемый «Дом с башней», на углу Таврической и Тверской (35/1), ставший одним из культурных центров Петербурга, благодаря проживавшему в этом доме Вячеславу Иванову. Архитектурой этого дома наслаждались Валерий Брюсов, Константин Бальмонт, Юргис Балтрушайтис, Дмитрий Мережковский, Зинаида Гиппиус, а также Александр Блок.
Вернувшись в Ростов, Кондратьев занимается гражданским строительством. Газета «Приазовский край» называла его в 1913 году «городским архитектором». В 1927 году Кондратьев работал заведующим тех-производственным отделом треста Донской строительной коммунальной конторы.
Долгое время считалось, что в 1929 году в Таганроге по проекту Кондратьева был построен так называемый «Круглый дом», жилой многоквартирный дом, первый круглый дом, построенный в СССР. Позже стало известно, что настоящий автор проекта - архитектор Иван Таранов. Дом, к счастью, сохранился и сейчас числится по адресу ул. Александровская 107.
Бескомпромиссность Кондратьева в профессиональных вопросах вызывала неприязнь: его отстранили от строительства Лендворца, доводил до конца возведение «Нового быта» его друг архитектор Леонид Эберг. Обвинения в непонимании задач нового строя, доходящие до обвинения в растратах, да и дворянское происхождение в 1930-х послужили поводом для ареста Кондратьева. Из стен ростовского НКВД Михаил Николаевич Кондратьев вышел уже сломленным человеком.
Остались не воплощенными его проект школы в Красном городе-саде, проект многоэтажного жилого дома «Кооперативная смычка строителей».
После фашистской оккупации Ростова-на-Дону Михаил Кондратьев уехал в эвакуацию в Ташкент. Умер и похоронен в Ташкенте.

## Известные проекты М.Н. Кондратьева
- 1905 — Доходный дом И.И. Дернова, Санкт-Петербург[6].
- 1927 — Лендворец.
- 1928 — Комплекс «Новый быт», Ростов-на-Дону[4][7].
- Жилой комплекс на углу Лермонтовской и Будённовского, Ростов-на-Дону[8].

Ссылки
- Михаил Николаевич Кондратьев в «Энциклопедии Санкт-Петербурга»
- «Дом с башней»